# Wayne McCarney
Wayne McCarney, född den 30 juni 1966, är en australisk tävlingscyklist som tog OS-brons i lagförföljelsen vid olympiska sommarspelen 1988 i Seoul.